# Throwing Muses
Throwing Muses är ett amerikanskt rockband där styvsystrarna Kristin Hersh och Tanya Donelly var tongivande medlemmar. Bandet var ett av de framträdande namnen på den amerikanska collegerockscenen i skarven mellan 80- och 90-tal. Throwing Muses spelade inledningsvis en tämligen kantig och experimentell alternativrock men sökte sig med tiden mot ett mer poporienterat och tillgängligt uttryck. När Donelly lämnade bandet i början av 90-talet, efter att med framgång ha formerat The Breeders med Kim Deal från Pixies och för att därpå fronta det egna bandet Belly, kom Throwing Muses sättning alltmer att varieras och gruppen antog från mitten av 90-talet snarast formen av sidoprojekt för Hersh singer/songwriter-baserade solokarriär. Bandets senaste självbetitlade album, Throwing Muses, släpptes 2003.

## Medlemmar
Nuvarande medlemmar
- Bernard Georges – basgitarr (1992–)
- Kristin Hersh – sång, gitarr (1981–)
- David Narcizo – trummor (1983–)

Tidigare medlemmar
- Fred Abong – basgitarr (1990–1991)
- Elaine Adamedes – basgitarr, sång (1981–1983)
- Becca Blumen – trummor, sång (198–1983)
- Tanya Donelly – sång, gitarr (1981–1991, gästspel under konserter och inspelning 2001 och 2003)
- Leslie Langston – basgitarr (1984-1990, deltog under inspelning 1992)

## Diskografi (urval)
Studioalbum
- 1986 – Throwing Muses
- 1988 – House Tornado (inkluderar EP:n The Fat Skier)
- 1989 – Hunkpapa
- 1991 – The Real Ramona
- 1992 – Red Heaven
- 1995 – University
- 1996 – Limbo
- 2003 – Throwing Muses
- 2013 – Purgatory / Paradise

Livealbum
- 1992 – The Curse
- 2001 – Live In Providence

EP
- 1984 – Stand Up
- 1985 – The Doghouse Cassette
- 1987 – Chains Changed
- 1987 – The Fat Skier
- 1988 – Counting Backwards
- 1997 – Live To Tape

Singlar (topp 100 på Billboard Modern Rock Tracks)
- 1989 – "Dizzy" (#8)
- 1991 – "Counting Backwards" (#11)
- 1994 – "Bright Yellow Gun" (#20)